# Anita Alvarez
Anita Alvarez, född 2 december 1996, är en amerikansk konstsimmare.

## Karriär
Vid panamerikanska spelen i Toronto I juli 2015 var Alvarez en del av USA:s lag som tog brons i lagtävlingen. I augusti 2016 tävlade Alvarez vid OS i Rio de Janeiro, där hon slutade på nionde plats tillsammans med Mariya Koroleva i partävlingen.
Vid panamerikanska spelen i Lima i juli 2019 tog Alvarez brons tillsammans med Ruby Remati i partävlingen samt var en del av USA:s lag som tog brons i lagtävlingen. I augusti 2021 tävlade Alvarez vid OS i Tokyo, där hon slutade på 13:e plats tillsammans med Lindi Schroeder i partävlingen. I juni 2022 vid VM i Budapest svimmade Alvarez i finalen av det fria soloprogrammet och sjönk mot botten av bassängen innan hon räddades av sin tränare Andrea Fuentes. Alvarez tilläts därefter inte att deltaga vid finalen i det fria lagprogrammet.
Vid VM i Fukuoka i juli 2023 var Alvarez en del av USA:s lag som tog silver i det akrobatiska lagprogrammet och brons i det tekniska lagprogrammet. I november 2023 vid panamerikanska spelen i Santiago var hon en del av USA:s lag som tog silver i lagtävlingen.
Vid VM i Doha i februari 2024 var Alvarez en del av USA:s lag som tog brons i både det akrobatiska och det fria lagprogrammet. Vid olympiska sommarspelen 2024 i Paris var hon en del av USA:s lag som tog silver i lagtävlingen.